# RDS-9
RDS-9 es el nombre de una bomba de fisión nuclear intensificada producida por la Unión Soviética durante la década de 1950. Fue la primera arma nuclear soviética con la capacidad de ser desplegada con un torpedo.

## Diseño
La bomba RDS-9 era un dispositivo de fisión intensificada de tipo implosión de plutonio de bajo rendimiento. La bomba fue diseñada a partir de la RDS-4 con el propósito de hacerla desplegable desde un torpedo T-5, de 533 mm, y otros misiles similares., y para ello se tuvo que reducir enormemente el tamaño de la carga de plutonio y en consecuencia la capa de explosivos, lo que causaría una gran disminución del rendimiento de la bomba. Para contrarrestar esto, la mezcla de TNT y RDX 50/50 utilizada en todos las bombas nucleares soviéticas anteriores fue cambiada por una de proporciones diferentes. El rendimiento estimado para la ojiva era de entre 10 y 40 kilotones, obteniéndose en la práctica un máximo de 16 kilotones, y 10 kilotones para la bomba desplegada desde el torpedo.

## Historia
Luego de la creación de las bombas RDS-2 y RDS-3, cuyos diseños fueron bastante exitosos pero solo eran aptos para ser desplegados desde bombarderos pesados, se comenzó la construcción de diseños de armas tácticas más pequeñas. La primera bomba construida fue la RDS-4, la que fue probada con éxito el 23 de agosto de 1953, con un rendimiento de 28 kilotones. Durante la prueba el arma fue arrojada por un avión IL-28. Posteriormente se desarrollaron, a partir de la RDS-4, diseños en los cuales se disminuyó la cantidad de plutonio y explosivos para hacer bombas aún más pequeñas. Los trabajos se dirigieron luego al desarrollo de bombas que pudieran ser transportadas por proyectiles autopropulsados. La RDS-4 se utilizó como cabeza en misiles R-5M, y se comenzó a diseñar un dispositivo que fuera desplegable desde un torpedo T-5. Este nuevo dispositivo fue llamado RDS-9. En comparación con otras bombas derivadas de la RDS-4 se tuvo que reducir drásticamente el tamaño de la carga nuclear. El trabajo con la RDS-9 se llevó a cabo entre los años 1953 y 1954.

## Pruebas

### Las primeras pruebas
El 19 de octubre de 1954, en el Sitio de pruebas de Semipalatinsk, se realizó la primera prueba del dispositivo. La bomba fue instalada dentro de un torpedo T-5 y montada en una torre de 15 m de altura. La prueba fue un fracaso. Desde los puestos de observación se divisaron algunas nubes bajas, que fueron dispersadas por el viento, pero ningún indicio de explosión nuclear alguna. Posteriormente se midió la radiación en la zona, constatando que no hubo dispersión de material radiactivo. Este fue el primer "fizzle" ("fizzle" es una detonación nuclear que no alcanza el rendimiento estimado) en la historia del desarrollo de armas nucleares de la URSS. Esta prueba figura como la detonación N° 15 en las listas soviéticas oficiales (1996-1999).
La segunda prueba fue llevada a cabo el 29 de julio de 1955, a las 02:00 (GTM), en Semipalatinsk. Fue una detonación superficial (2,5 m) y tuvo un rendimiento de 1.3 kilotones, siendo la primera prueba exitosa del dispositivo. Fue llamada en código Joe-15 (por "Joseph Stalin") en los Estados Unidos, y es la prueba N°19 en los registros oficiales. La tercera, llamada Joe-16, fue el 2 de agosto de 1955 a las 03:00 en Semipalatinsk. Se probó en la superficie y su rendimiento fue de 12 kt. 3 días después, el 5 de agosto de 1955, se probó en Semipalatinsk una versión modificada del dispositivo, llamado RDS-9v. El dispositivo fue montado en la superficie (1,5 m) y tuvo un rendimiento de 1,2 kt. Corresponde a la prueba N.º 21 en los registros oficiales y es la cuarta prueba del dispositivo.

### Joe-17
Joe-17 es el nombre clave dado en Los Estados Unidos a la prueba nuclear soviética del 21 de septiembre de 1955 en Nueva Zembla. El dispositivo nuclear fue detonado bajo el mar. Fue probablemente la quinta prueba de un dispositivo RDS-9, y además fue la primera prueba nuclear conducida en Nueva Zembla y la primera bomba soviética detonada bajo el mar.
El experimento tenía como propósito probar la resistencia de la armada marítima soviética frente a una explosión nuclear. La bomba fue ensamblada con un torpedo T-5 y sumergida desde un barco. La prueba se realizó en la zona A (Chyornaya guba) del sitio de pruebas de Nueva Zembla, actual Rusia, en el océano a una profundidad de 9,7 metros bajo el nivel del mar. El dispositivo explotó un rendimiento de 3,5 kilotones. Más de 30 naves se colocaron alrededor del área de la explosión a la distancia de 300 metros a 1600 metros. Entre las naves había cuatro destructores, tres submarinos, dragaminas e hidroaviones, a bordo de los cuales había más de 500 cabras y ovejas, 100 perros y otros animales. Sólo una nave fue hundida por la explosión.

### Prueba N° 48
El 10 de octubre de 1957 se realizó la primera prueba nuclear de una RDS-9 con un torpedo T-5 en acción. Fue también la segunda prueba nuclear submarina soviética. Se llevó a cabo en el mismo lugar que la prueba submarina de 1955 (Bahía Chyornaya, Nueva Zembla). El torpedo fue desplegado desde un submarino 613-S144 y explotó a una profundidad de 30 metros. El rendimiento fue de 9 kt. Tres destructores, tres submarinos, dos dragaminas y varias otras naves fueron hundidas por la explosión.

### Operación Korall
Durante el programa militar soviético de pruebas nucleares en Nueva Zembla se llevaron a cabo dos detonaciones nucleares con dispositivos RDS-9, ambas nombre código "Korall". El 23 de octubre se realizó una detonación submarina de la bomba con un torpedo T-5, con un rendimiento de 4,8 kt. Luego, el 27 de octubre de 1961 se llevó a cabo una detonación en la superficie del agua, con un rendimiento de 16 kt. El propósito de estas pruebas también fue estudiar los efectos de la explosión sobre la flota soviética.